# Пік Ісмаїла Самані
Пік Ісмаї́ла Самані́ (тадж. Қуллаи Исмоили Сомонӣ, Qullai Ismoili Somonī) — гірська вершина в хребті Академії Наук, у гірській системі Паміру. Розташована на території Гірського Бадахшану, Таджикистан, є найвищою точкою країни. Колишні назви — пік Сталіна, пік Комунізму, Чон-Тоо.
Висота піку — 7 495 м. Відкритий 1932 року. Спочатку його помилково вважали піком Гармо (який розташований на кілька кілометрів південніше). Пізніше названий піком Сталіна, а з 1962 року — пік Комунізму. З 1999 року називається пік Ісмаїла Самані (Чон-Тоо), на честь Ісмаїла Самані.